# Автово (станція метро)
59°52′02″ пн. ш. 30°15′41″ сх. д. / 59.86722° пн. ш. 30.26139° сх. д.
Автово — станція Петербурзького метрополітену, Кіровсько-Виборзької лінії. Відкрита 15 листопада 1955, у складі першої черги метрополітену «Автово» — «Площа Повстання».
Розташована між станціями «Кіровський завод» і «Ленінський проспект».
Названа через розташування в історичному районі — Автово.

## Вестибюлі і пересадки
Павільйон станції виконаний за проектом архітекторів Є. А. Левінсона і А. А. Грушке. Інженер С. М. Епштейн. Розташовується на проспекті Стачєк між будинками № 94 і 90. Оформлений потужним подвійним шестиколонним портиком і куполом на великому світловому барабані.
Вихід зі станції розташований в її північному торці. На станції відсутні ескалатори, в станційний зал веде широкі, оздоблені червоним мармуром, кручені сходи. У 2004, каси переведені з верхнього вестибюля до середнього.

## Технічна характеристика
Конструкція станції — колонна трипрогінна мілкого закладення (глибина закладення — 12 м).
Тунелі, що з'єднують станцію «Автово» з електродепо «Автово», проходять під річкою Красненька у пластичних глинах і суглинках, «багатих» водою. Через це метробудівники для проходки ділянки до депо використовували заморожування ґрунту.
Діаметр тунелів, ведучих до станції «Кіровський завод», становить не 5,5 метрів, як діаметр інших тунелів першої черги, а 6 метрів, як у Москві . «Зменшення діаметра, — як пише В. Г. Авдєєв, — дозволяло економити на обробці до 1,5 тисяч тонн чавуну на 1 км колії».

## Колійний розвиток
Станція з колійним розвитком - за станцією Автово розташований з'їзд в депо Автово і Дачне.

## Оздоблення
Плоске перекриття залу підтримують 46 колон. Не всі колони круглі в плані: при вході на станцію стелю підтримують дві квадратні колони. З них 30 оздоблені мармуром, а 16 — декоративними пластинами з литого скла з оберненим рельєфом. Для запобігання розтріскування скла при осіданні бетонних опорних конструкцій колон, скляні панелі закріплені за допомогою декоративної металевої стрічки, обвиваючої колони.
Внутрішня поверхня скляних панелей має гранований рельєф, з кутом граней 80°. Завдяки такому ограновуванню створюється оптичний ефект — світло відбивається від граней перш, ніж досягає бетону, і прозоре скло перестає просвічувати. Тому не видно опорні конструкції під склом, і всі колони здаються скляними монолітами.
Станцію освітлюють масивні люстри, розташовані по центру залу і над станційними платформами.
Тема оформлення станції — оборона Ленінграда. Люстри, світильники, орнаменти ґрат прикрашені лавровими гілками, золоченими мечами та іншими емблемами військової доблесті. Торцеву стіну центрального підземного залу прикрашає мозаїчне панно «Перемога», із зображенням жінки з немовлям, Роботи художників В. А. Воронецького І А. К. Соколова.